# Рыбное (Калининградская область)
Рыбное — посёлок в Гурьевском городском округе Калининградской области. Входит в состав Луговского сельского поселения.

## Население
| 2002 | 2010 |
| ---- | ---- |
| 389  | ↗433 |